# Людвигсбург (Бад-Берлебург)
Людвигсбург (нем. Ludwigsburg) — памятник архитектуры на Людвигсбургштрассе 5 в Бад-Берлебурге (район Зиген-Виттгенштайн, Северный Рейн-Вестфалия, Германия).

## История и архитектура
Двойное фахверковое здание расположено в саду на берегу реки Одеборн. Восточное крыло было построено с 1707 по 1709 год под руководством Иоганна Германа (Маннуса) Ридезеля. Западное здание было заказано графом Казимиром цу Сайн-Витгенштейн-Берлебургом для своего младшего брата Людвига Франца цу Сайн-Витгенштейн-Людвигсбурга. Дата окончания строительства — 1724 год. Комплекс временно служил резиденцией графского филиала, основанного Людвигом Францем.
На главной двери оригинального дома изображена голова ангела, которая, как соедует из местного предания, представляет молодого Людвига. Их мать, графиня Хедвиг Софи, перенесла свою резиденцию в Людвигсбург в 1725 году. Позже потомки линии Сайн-Витгенштейн-Людвигсбург стали офицерами на службе русского царя, и дом в конечном итоге перешел в собственность семьи. Красно-белый фахверк характерен для правящей семьи, поскольку в зданиях того времени использовалась только черно-белая окраска.
Около 1900 года между двумя флигелями были построены лестница и угловая башня. Обе части дома украшены надписями и сложным резным декором на фахверке; на старой восточной части с декоративными формами, характерными для мастера Ридезеля. Сейчас это частная собственность, закрытая для осмотра как достопримечательность.

## Галерея
- 1908
- 1909
- 1914
- 2012